# Tepezalá
Tepezalá è un comune sito a Nord dello Stato messicano di Aguascalientes.
Il comune conta 17 372 abitanti secondo il censimento del 2005 e si estende per un'area di 228,87 km²

## Località Principali
La città di Tepezalá è a capo dell'omonimo comune e le sue principali località sono:
- San Antonio con 2 436 abitanti
- El Chayote con 1 744 abitanti
- Mesillas con 1 134 abitanti
- Carboneras con 1 119 abitanti

## Distanze
- Aguascalientes 47 km.
- Asientos 12 km.
- Calvillo 99 km.
- Jesús María 46 km.
- Rincón de Romos 56 km.

## Fonti
- Link to tables of population data from Census of 2005 INEGI: Instituto Nacional de Estadística, Geografía e Informática
- Aguascalientes Enciclopedia de los Municipios de México